# Granmar
Granmar fue un caudillo vikingo de Suecia, rey de Södermanland en el siglo VII, según Heimskringla del escaldo islandés Snorri Sturluson. El monarca también se menciona en la saga Volsunga.
Granmar casó con Hilda, la hija del rey gauta Högne de Östergötland y su yerno era el caudillo Hjörvard de la dinastía Ylfing. Los tres caudillos se unieron para la defensa de sus territorios frente a los ataques del infame Ingjald.
Según Heimskringla, Granmar tenía dos hijos, pero la leyenda sobre el héroe Helgi Hundingsbane cita a tres varones: Hothbrodd, Gudmund y Starkad, los tres muertos bajo la hoja del acero de Helgi. Es posible que la leyenda de Helgi mencione a otro rey Granmar, ya que mientras el primero se refiere a un caudillo del siglo V, Ingjald y el resto pertenecen al siglo VII.
Snorri relata la matanza real en la residencia de los siete reyes, cuando Ingjald reunió a monarcas, jarls y personajes importantes celebrando su ascensión al trono y aprovechando los festejos los quemó a todos vivos, y asesinando a los que pretendían escapar por un séquito armado esperando en el exterior. Granmar fue uno de los caudillos que se libró de la matanza al no poder atender los festejos. 
Tras un largo periodo de estancamiento y nulas relaciones hubo paz, siempre y cuando los tres reyes viviesen. Sin embargo, una noche Ingjald y sus hombres rodearon una granja de Selaön donde Granmar y Hjörvard estaban de festejos y quemó la casa hasta los cimientos, un acto que se conoce como hús-brenna. Ingjald impuso sus propios jarls para gobernar Södermanland.
Así en solitario, Högne y su hijo Hildur organizaban a menudo incursiones a las provincias suecas ocupadas matando a todos los hombres de Ingjald que podían y pudo seguir gobernando su reino hasta el fin de sus días.